# Ordonnance criminelle

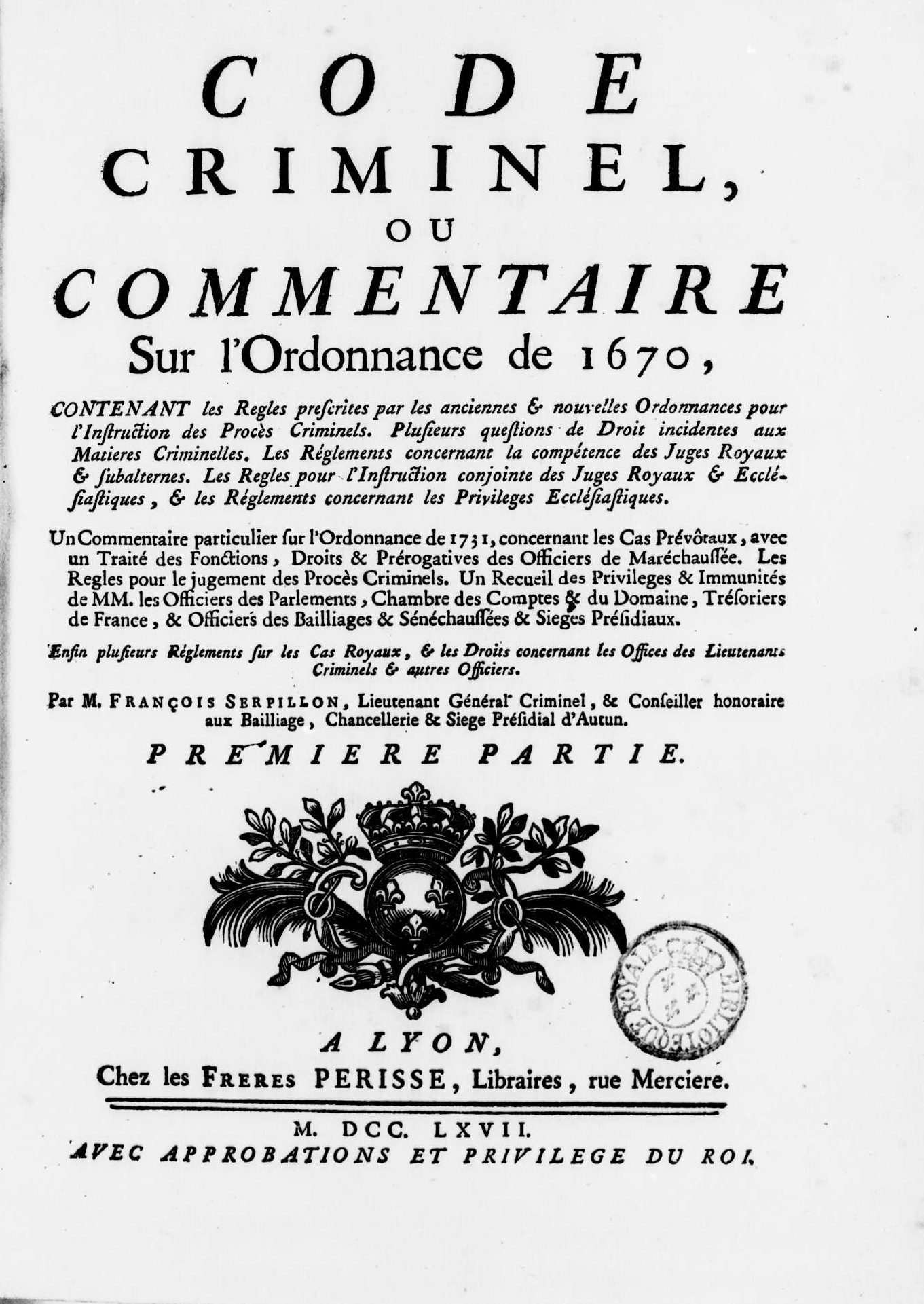
François Serpillon, Code criminel, ou commentaire sur l'Ordonnace de 1670, 1767

L'Ordonnance criminelle del 1670 fu una grande ordonnance che trattava il procedimento penale promulgata in Francia durante il regno di re Luigi XIV. Scritta a Saint-Germain-en-Laye, l'Ordonnance venne registrata dal Parlamento di Parigi il 26 agosto 1670 ed entrò in vigore il 1º gennaio 1671. Fu uno dei primi testi giuridici che tentarono di codificare il diritto penale in Francia e rimase valido fino alla rivoluzione francese. Venne abrogato con un decreto adottato dall'Assemblea nazionale costituente il 9 ottobre 1789.

## Storia
Voluta da Luigi XIV, questa grande ordinanza è uno dei primi testi francesi a contenere numerose norme di procedura penale. Gli articoli 1 e 2 prevedono che la reclusione non costituisce una punizione (a differenza della morte o della gogna), ma una misura preventiva in attesa del giudizio o della punizione, Luigi XIV affermò il suo diritto di imprigionare "fino a nuovo avviso" gli ostacolatori e gli oppositori, come arma assoluta. Infatti, secondo l'ordinanza, il monarca emanava lettre de cachet firmata di suo pugno, che conteneva la sentenza di esilio o di prigionia. Essa veniva indirizzata ad un ufficiale, che lo consegnava personalmente all'interessato, dimostrando la giustizia personale del sovrano. E, talvolta motivata unicamente dalla “ragione di Stato”, è rimasto sinonimo di arbitrarietà.
Il Titolo XXII rende prioritario per le forze dell'ordine scoprire le cause della morte di una persona.
Questa ordinanza stabilisce l'uso della domanda “con riserva delle prove”: anche se l'imputato non avesse confessato il suo delitto sotto tortura, potrebbe essere condannato a una pena inferiore alla pena di morte in caso di presunzioni forti.
La grande ordinanza resterà in vigore fino alla Rivoluzione francese. È stata abrogata un con decreto dell'Assemblea nazionale costituente il 9 ottobre 1789.